# Божо Брокета
Божо Брокета (хорв. Božo Broketa; серб. Божо Брокета, 14 грудня 1921, Дубровник — 26 липня 1985, там само) — югославський футболіст, що грав на позиції півзахисника, зокрема, за клуб «Хайдук» (Спліт), а також національну збірну Югославії.
Триразовий чемпіон Югославії. 

## Клубна кар'єра
У футболі дебютував 1942 року виступами за команду «ГОШК» (Дубровник). Під час Другої світової війни виступав у складі команди «Ускок» (Загреб).
Своєю грою за цю команду привернув увагу представників тренерського штабу клубу «Хайдук» (Спліт), до складу якого приєднався 1946 року. Відіграв за сплітської команди наступні десять сезонів своєї ігрової кар'єри. За цей час тричі виборював титул чемпіона Югославії.
До 1956 року зіграв 493 гри за «Хайдук», забивши 70 голів. Навесні 1950 року у грі проти «Црвени Звезди» (2-1) у Спліті забив переможний гол, який приніс «білим» перший післявоєнний національний титул. 
Згодом прийняв пропозицію «Аякса» і поїхав до Нідерландів, але протягом сезону 1958—1959 років зіграв за амстердамців лише у 4 матчах, програвши конкуренцію більш молодим партнерам.
Повернувся в Югославію і грав за «Локомотиву», потім повернувся до свого рідного Дубровника, де був спочатку гравцем, потім тренером «ГОШК», «Дубровника» та «Слована» із Груди.

## Виступи за збірну
1947 року дебютував в офіційних матчах у складі національної збірної Югославії. Протягом кар'єри у національній команді провів у її формі 3 матчі.
У складі збірної був учасником  футбольного турніру на Олімпійських іграх 1948 року в Лондоні, де разом з командою здобув «срібло», хоч на поле жодного разу не вийшов.
Був присутній у заявці збірної на чемпіонаті світу 1950 року в Бразилії, але на поле не виходив.
Помер 26 липня 1985 року на 64-му році життя. На його честь названа футбольна академія в Дубровнику.

## Титули і досягнення
- Чемпіон Югославії (3):

«Хайдук» (Спліт): 1950, 1952, 1954-1955
- Срібний олімпійський призер: 1948